# Assaig general

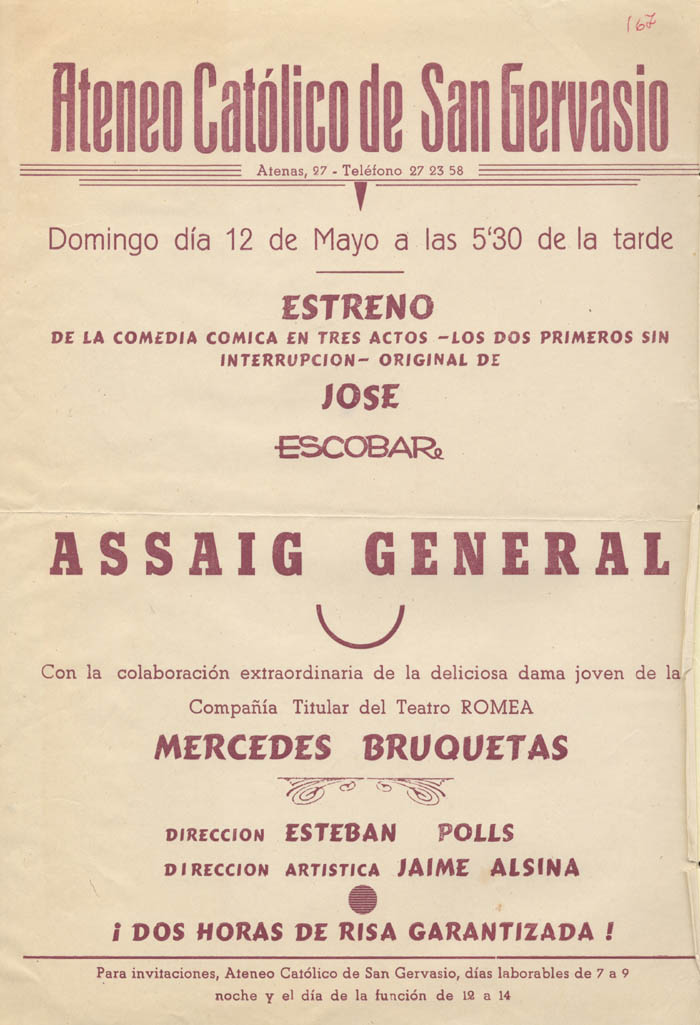
Cartell anunciant la representació

Assaig general és una obra de teatre escrita per Josep Escobar (1908-1994), el dibuixant de tebeos, pare de personatges com Zipi i Zape o Carpanta. Si els còmics van ser la seva professió, el teatre va ser la seva passió, un fet que encora no ha rebut l'atenció que mereix. Va ser estrenada l'any 1957.

## Presentació
Assaig general va ser la més popular de les obres de teatre escrites per Josep Escobar; es tracta d'una comèdia amable en la qual es mostren les tensions que viu una companyia d'aficionats el dia abans de la primera representació que fan d'una versió de Terra baixa d'Àngel Guimerà. L'obra, que es va estrenar l'any 1957 a l'Ateneu Catòlic de Sant Gervasi amb la intervenció del mateix Josep Escobar com un dels actors principals, està dedicada «a tots els elencs de teatre amateur de Catalunya i especialment als seus directors, com a modest homenatge per l'obra cultural i social que realitzen, amb tant d'entusiasme i desinterès».

## Argument
Concebuda com un divertimento metateatral, l'obra presenta una sèrie d'arquetips, que ja des del dramatis personae són presentats amb llur tret de caràcter diferencial i identificador: el bon noi, el dormilega, el bromista, la promesa, l'antipàtic… Una història d'amor entre els dos actors principals, les petites tensions entre els intèrprets, els nervis del director el dia abans d'una estrena que sembla impossible de dur a terme, algun apunt d'humor absurd que recorda el teatre de Mihura i de Enrique Jardiel Poncela i uns àgils diàlegs són els elements que ordenen el desenvolupament argumental.

## Trajectòria
L'obra va ser un èxit entre els Quadros Escènics dels anys cinquanta i seixanta i va assolir més de mil representacions per diversos grups que la van pujar als escenaris no només per tot Catalunya sinó també a Madrid, Mèxic o Buenos Aires. Senyal inequívoc de l'èxit de l'obra va ser l'enregistrament radiofònic fet per Radio Nacional de España i emès l'any 1958 i la versió televisiva gravada als estudis de Miramar de TVE a Barcelona l'any 1966. A destacar que en aquesta versió –tornada a emetre alguna altra vegada els anys vuitanta i noranta– era interpretada per tres notables i llavors joves actrius, Àngels Moll, Anna Maria Barbany –la popular Carbonell de la sèrie Plats Bruts– i Maifé Gil –també popular els darrers anys, malgrat la seva àmplia trajectòria, gràcies al paper de la madura perruquera de nom Cecília que interpreta al serial El cor de la ciutat.

## Valoració
La comèdia traspua amor al teatre pels quatre costats i de ben segur que molts grups de teatre reconeixien i reconeixen les petites misèries i les admirables grandeses que hi ha al darrere de qualsevol projecte escènic. Tots aquests aspectes ens fan parlar d'una obra entretinguda i efectiva, ben construïda i millor resolta, un exercici de teatre dins del teatre, que mostra una veritable declaració d'amor al món escènic.

## Homenatges
Una sèrie televisiva de 2004 va plantejar un argument similar al que ens proposa Assaig General. Després de Plats Bruts, un dels dos creadors, Jordi Sánchez, va llançar una nova sèrie, L'un per l'altre, amb ell mateix, Mònica Glaenzel i Anna Maria Barbany com a protagonistes. En un dels darrers episodis de la primera temporada, els protagonistes vivien una situació de conflicte quan s'integraven en un grup de teatre d'aficionats –on el paper de director era interpretat per un Lluís Pasqual que s'autoparodiava brillantment– i vivien intenses i còmiques passions al preparar una representació de... Terra baixa.